# کوانگو
کوانگو (به لاتین: Kwango) یک استان در جمهوری دموکراتیک کنگو است که در جمهوری دموکراتیک کنگو واقع شده‌است. کوانگو ۸۹٬۹۷۴ کیلومتر مربع مساحت و ۱٬۹۹۴٬۰۳۶ نفر جمعیت دارد.